# Thelymitra flexuosa
Thelymitra flexuosa là một loài thực vật có hoa trong họ Lan. Loài này được Endl. miêu tả khoa học đầu tiên năm 1839.